# Jaantje Struik
Jantje Cornelia (Jaantje) Struik, beter bekend als De Miljoenenjuffrouw, (Vuren, 25 juli 1848 – Amsterdam, 21 januari 1908) was een Nederlandse oplichter en bedelaar. Struik was een van de beroemdste oplichters in de Nederlandse geschiedenis. Decennia na haar veroordeling bleef de naam Miljoenenjuffrouw synoniem voor oplichter.

## Levensloop
Struik werd geboren in Vuren op 25 juli 1848. Ze was de dochter van Aart Jansz Struik (1804-1857) en Maria van der Vliet  (1807-1874) en groeide op als oudste in een gezin met vier kinderen. Struik had de bijnaam 'De Bult' vanwege een scheefgegroeide rug. Haar vader was metselaar van beroep en overleed toen Struik acht jaar oud was. Rond diezelfde periode kwamen ook een broer en zus te overlijden. Na het overlijden van haar moeder in 1874 erfde Struik 25.000 gulden. Struik maakte het geld in rap tempo op. Er gingen verhalen rond dat zij gouden munten uit het raam gooide. Samen met haar broer Gerrit verzon ze een plan om opnieuw aan geld te komen. Hiervoor gebruikte ze haar ervaring als erfgename en liet in diverse Amerikaanse tijdschriften advertenties plaatsen. In deze advertenties werd Struik opgeroepen zich te melden als erfgenaam, omdat zij zogenaamd miljoenen zou erven. Op deze manier wist zij leningen tot honderdduizend gulden te verkrijgen.
Struik ontmoette in Gorinchem de zes jaar jongere horlogemaker Anthony Hoetink. Struik en Hoetink verhuisden samen naar Haarlem en Hoetink werd al snel bij de oplichterspraktijk van Struik en haar broer betrokken. Struik deed zich voor als een erfgename van een rijke huisvriend van wie zij een fortuin zou erven. Om haar verhaal kracht bij te zetten, liet ze een vervalste notariële akte zien. Hiermee wist ze bij meerdere goedgelovige mensen ruim veertigduizend gulden aan voorschotten op te strijken. Zij beloofde hen dit ruimschoots terug te betalen, maar liet hen vervolgens berooid achter.

## Verhuizing naar Amsterdam

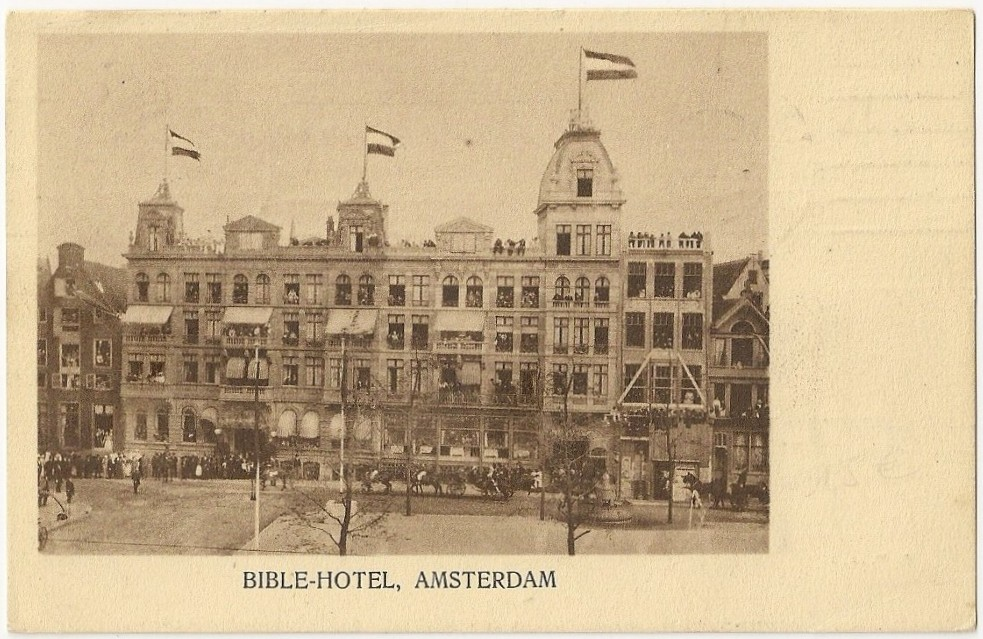
Bible-hotel, Amsterdam

In 1881 vertrokken Hoetink en Struik naar Amsterdam. Ze verbleven aanvankelijk in het Amstel Hotel, maar werden snel verzocht het hotel te verlaten. Daarna namen zij hun intrek in het Amsterdamse Bible-Hotel in de Warmoesstraat waar zij vier kamers en een salon huurden. Naar verluidt spendeerden zij wekelijks duizend à tweeduizend gulden. Struik was geliefd bij het hotelpersoneel, aangezien zij zeer vrijgevig was met fooien. Het stel bestelde luxeproducten, maar stuurde zichtzendingen nooit retour. De zichtzendingen werden door Gerrit Struik doorverkocht. In diezelfde periode gingen Struik en Hoetink in ondertrouw, maar zij zijn nooit officieel getrouwd. Op 20 november 1881 werd hun zoon geboren, die de achternaam van zijn moeder kreeg.
Struik bedacht steeds nieuwe manieren om mensen geld afhandig te maken. Zo beweerde zij twaalf grachtenpanden in bezit te hebben en bestelde hiervoor complete interieurs. Ook huurde zij iemand in om zich voor te doen als haar notaris. Struik zou erfgenaam zijn van een persoon uit Nederlands-Indië en hiervan 120 miljoen gulden erven.
Haar geldschieters gaf ze dure geschenken, waaronder sieraden en brandkasten om de kostbaarheden in te bewaren. De schulden stapelden zich op en er werd beslag gelegd op de bezittingen van Struik en Hoetink die zich in het Bible-Hotel bevonden. De boedel bracht niet veel op, deze bestond enkel uit dames- en kinderkleding, een lege brandkast en een mechanische zangvogel in een vergulde kooi.

## Verhuizing naar Rotterdam
Nadat  zij het Bible-Hotel verlaten hadden, verhuisde het gezin in juli 1882 naar Rotterdam waar zij hun intrek namen in een herenhuis aan de Leuvenhaven. Vlak voor vertrek had Struik een bestelling ter waarde van 100.000 gulden gedaan bij een juwelier. De juwelier stuurde zijn zoon naar Rotterdam om de juwelen af te leveren, maar zei hem de juwelen enkel te overhandigen als Struik contant zou betalen. Met een list wist Struik de juwelierszoon de kamer uit te sturen en de juwelen te verduisteren. Toen de juwelierszoon Struik confronteerde, werd hij bedreigd met een scheermes. De juwelierszoon deed aangifte van het incident en Struik werd op 23 augustus 1882 in hechtenis genomen. De arrestatie leidde tot grote commotie in het hele land en Struik kreeg haar bijnaam 'de Miljoenenjuffrouw'. Het verhaal van Struik werd al snel onderwerp van diverse variétés, spotliedjes en revues. Het Panopticum in de Amstelstraat plaatste een wassen beeld van Struik.

## Rechtszaak en gevangenisstraf
De rechtszaak tegen Struik begon op 11 juni 1883 in Rotterdam. Tijdens de zitting probeerde Struik zo veel mogelijk de schuld op zich te nemen. Struik werd veroordeeld tot vijf jaar gevangenisstraf. Haar broer en partner werden niet veroordeeld vanwege gebrek aan bewijs. Struik werd overgebracht naar de gevangenis van Den Haag waar ze een deel van haar straf uitzat. In 1884 werd ze overgeplaatst naar de gevangenis van Den Bosch waar ze in contact kwam met Christina Goedvolk. Goedvolk was de vrouw van Hendrik Jut en was veroordeeld voor medeplichtigheid aan moord. Vanaf 1887 zat Struik in de gevangenis van Gorinchem en kwam een jaar later op vrije voeten. De relatie met Hoetink was op de klippen gelopen en Hoetink was getrouwd met een andere vrouw.

## Op vrije voeten
Na haar vrijlating verhuisde Struik naar Apeldoorn waar haar broer woonachtig was. In 1891 opende Struik een café, maar schonk sterke drank zonder dat zij in het bezit was van een drankvergunning. Hiervoor kreeg zij een geldboete en moest zij twee weken doorbrengen in de gevangenis. Struik verhuisde naar Rotterdam en opende daar een koffiehuis in de Nadorststraat. Ze maakte gebruik van haar landelijke bekendheid en vertelde in haar koffiehuis en in andere horecagelegenheden over haar criminele verleden.
Struik keerde in januari 1893 terug naar Amsterdam, maar vertrok datzelfde jaar weer naar Apeldoorn. In 1895 vestigde ze zich permanent in de hoofdstad. Ze was werkzaam als buffetjuffrouw in de Dwaaltuin. Opnieuw maakte ze gebruik van haar bekendheid: tegen betaling vertelde zij het verhaal van haar criminele verleden. Samen met Christina Goedvolk die ze had leren kennen in de gevangenis, startte ze in 1895 een bierhuis in Duivelseiland. Het bierhuis had een dubieuze reputatie en werd vanwege veiligheidsredenen in 1900 gesloten. De zoon van Struik had het ouderlijk huis inmiddels verlaten en Struik leidde een zwervend bestaan in Amsterdam. Ze verdiende haar geld met het verkopen van luciferdoosjes, door te bedelen en door zichzelf te laten fotograferen. In 1902 werd zij ernstig ziek opgenomen in het ziekenhuis, maar kwam vervolgens opnieuw op straat terecht. In 1908 zakte ze op straat ineen en werd ze overgebracht naar het Binnengasthuis. Struik overleed op 21 januari 1908.